# Kaspersky Anti-Virus
Kaspersky Anti-Virus (Russo: Антивирус Касперского; anteriormente conhecido como AntiViral Toolkit Pro; comummente referido como KAV) é um programa antivírus desenvolvido pela Kaspersky Lab. Foi projetado para proteger os usuários de malware Trojans e é principalmente projetado para computadores com Microsoft Windows, mas uma versão para Linux está disponível para escritório e a versão para Macintosh foi lançada no fim de 2009.

## Características
Kaspersky Anti-Virus inclui proteção em tempo real, deteção e remoção de vírus, trojans, worms, spyware, adware, keyloggers e também rootkits. Também inclui atualizações automáticas e uma ferramenta para criar discos de recuperação. Além disso, KAV previne tentativas de encerramento do antivírus sem a autorização do utilizador. Segundo a AV-Comparatives, Kaspersky Anti-Virus tem taxas de deteção altas, comparando com outros antivírus apesar do fato de ter falhado em dois testes da Virus Bulletin no ano de 2007. Além disso, a PC World galardoou com um "Editor's Choice" Kaspersky Anti-Virus 6 no seu comparativo em 2007. Mais recentemente, foi testado positivamente por AV-Comparatives.

## Versões
Os programas Kaspersky estão disponíveis em 6 versões diferentes:
- Kaspersky Total Security;
- Kaspersky Internet Security (2011);
- Kaspersky Anti-Virus (2011);
- Kaspersky Anti-Virus for Mac;
- Kaspersky Mobile Security 9;
- Kaspersky Password Manager.

### Kaspersky Open Space Security
Kaspersky Open Space Security (KOSS) é um conjunto de produtos desenvolvidos pela Kaspersky Lab destinados à protecção de redes de empresas dos mais diversos tipos e tamanhos (desde pequenas empresas a grandes corporações), que inclui uma solução para todos os nós de rede e plataformas, tecnologia anti-rootkit, protecção contra roubo de identidade, reversão de modificações efectuadas por software malicioso, auto-defesa contra ataques malware, administração centralizada e compatibilidade com soluções de terceiros.

### Kaspersky Total Security
O Kaspersky Total Security oferece a mais avançada proteção de computadores com todas as ferramentas necessárias para proteger todas as operações realizadas pelos usuários na Internet. Além disso, com o exclusivo Controle de Rede Doméstica, possibilita o gerenciamento de segurança de cada computador em uma residência a partir de um deles.
- Principais Características:
  - Proteção contra vírus, hackers e outros;
  - Utiliza um computador para executar verificações, atualizações e backups para vários computadores;
  - O controle para pais mantém a segurança online de seus filhos;
  - A caixa-forte de senhas protege contra roubo de identidades;
  - Proteção para fotos e outros itens através do backup e da criptografia;
  - Mantém a execução consistente do sistema com ferramentas especiais de limpeza.

### Kaspersky Internet Security (2011)
O Kaspersky Internet Security combina a segurança essencial do avançado software antivírus com níveis adicionais de proteção, como o firewall e o controle dos pais, proteção em tempo real, monitoramento de atividades suspeitas e bloqueio de ações perigosas antes que possam causar danos ao computador (Tudo de forma silenciosa, trabalhando em segundo plano).
- Principais Características:
  - Proteção imediata contra ameaças da Internet;
  - Área de Trabalho Segura (Disponível apenas para sistemas de x86) para executar programas suspeitos sem colocar o computador em risco;
  - Controle dos pais aprimorado para limitar ou registrar as atividades e a comunicação;
  - Criado visando o máximo desempenho do computador.

### Kaspersky Anti-Virus (2011)
Oferece proteção contra vírus, spyware e malware conhecidos e emergentes, utilizando tecnologias otimizadas que não tornam o computador mais lento. Com o Kaspersky Anti-Virus, sua identidade digital e suas senhas estão protegidas e seguras ao fazer compras, usar bancos virtuais ou redes sociais online.
- Principais Características:
  - Verifica todos os sites da Web e emails quanto à presença de software malicioso;
  - Procura e elimina ameaças emergentes de forma proativa;
  - Detecta vulnerabilidades de aplicativos;
  - Trabalha em segundo plano para possibilitar o ótimo desempenho do computador.

### Kaspersky Anti-Virus for Mac
Bloqueia malwares antes que ele seja transmitido do seu Mac para PCs e outros sistemas em uma rede. Atualizações pequenas e frequentes; Desempenho melhorado e uma interface familiar para usuários de Mac.
- Principais Características:
  - Protege contra vírus, spyware, cavalos de Troia, rootkits, bots e outros;
  - Verificação em tempo real de arquivos, downloads e anexos;
  - Interface e operação personalizáveis familiares a usuários de Mac;
  - Assegura que o usuário não transmita malware de um PC para um Mac por meio de computadores de rede.

### Kaspersky Mobile Security 9
Proteja seu Smartphone contra perda, roubo, olhares curiosos, vírus e spam. Desative, limpe e localize-o remotamente com o Google Maps (mesmo que o chip tenha sido substituído). Oculte contatos, chamadas e textos SMS específicos com o pressionamento de um botão e trate suas informações confidenciais com um nível extra de segurança através da criptografia protegida por senha.
- Principais Características:
  - Desative, limpe e até mesmo localize o celular perdido remotamente usando o Google Maps;
  - Oculte contatos, camadas e textos SMS específicos com o pressionamento de um botão;
  - As tecnologias mais recentes mantêm o celular protegido contra spams, vírus e outros programas maliciosos;
  - Verificação em tempo real e firewall avançado para proteção 24x7;
  - Trate as informações confidenciais com um nível extra de segurança através da criptografia protegida por senha;
  - Plataformas suportadas: Windows Mobile, Symbian, Blackberry e Android.

### Kaspersky Password Manager
O Kaspersky Password Manager armazena de maneira segura e conveniente todas as senhas e dados pessoais do usuário, faz logon rapidamente em sites com um único clique do mouse e preenche formulários da Web automaticamente. Não é precisa mais tentar lembrar várias senhas (apenas uma senha mestra) nem se preocupar com seu roubo.
- Principais Características:
  - Armazena senhas e dados pessoais em um banco de dados criptografado seguro;
  - Preenche dados de logon e senhas automaticamente;
  - Economiza tempo ao preencher longos formulários automaticamente;
  - Gera senhas fortes aleatórias.

## Limitações
Kaspersky Anti-Virus não tem certos módulos que se encontram no Kaspersky Internet Security. Estes módulos são uma firewall pessoal, HIPS, controlo parental e uma ferramenta anti-spam. Também não inclui o teclado virtual, um módulo utilizado para prevenir a captação de teclas.
Além disso, Kaspersky Anti-Virus, como a maioria dos seus concorrentes, é incompatível com outro software antivírus ou anti-spyware. Esta limitação é perigosa em sistemas operativos sem uma firewall incluída como o Windows 2000, porque a instalação do Kaspersky Anti-Virus pode desinstalar automaticamente aplicações incompatíveis, deixando o sistema exposto.
Kaspersky Anti-Virus carece de certos recursos encontrados em Kaspersky Internet Security. Essas características faltantes incluem ferramentas de firewall pessoal,  HIPS, Teclas seguras, Anti  Spam, AntiBanner e controle parental.

### Falhas de segurança
Em 2005, duas falhas críticas foram descobertas no Kaspersky Anti-Virus. Pode-se permitir que os atacantes comemore os sistemas que o utilizam, e um permitiu que os arquivos CHM inserissem código malicioso.

## Críticas e controvérsias
Em março de 2015, Bloomberg acusou Kaspersky de ter laços estreitos com militares russos e funcionários da inteligência. O Kaspersky rebateu as reivindicações em seu blog, chamando a cobertura de "sensacionalista" e culpado de "explorar a paranóia" para "aumentar os leitores", mas não indicou se essas afirmações são verdadeiras ou não.
Em junho de 2015, a United States National Security Agency e o Reino Unido Government Communications Headquarters disseram que os agentes da NSA e da GCHQ quebraram o software antivírus da Kaspersky para que pudessem espionar as pessoas, induzem vazamentos.

### Conflito contra governos
Em março de 2022 a Kaspersky entrou na lista de banimentos do governo dos Estados Unidos, a relação com o país Norte Americano não vem sendo positiva desde o ano de 2017 depois de acusações de que a marca teria envolvimento com o governo Russo, a empresa entrou com recurso contra o governo americano, com o conflito entre Rússia e Ucrânia os Estados Unidos apertaram ainda mais as sanções contra a empresa. O governo da Alemanha tomou medidas semelhantes ao governo dos Estados Unidos contra a Kaspersky sugerindo que as empresas do país não usem mais o software da empresa.